# بنسليمان
بنسليمان مدينة بالشمال الغربي للمملكة المغربية، وتضم 46.478 نسمة (إحصاء 2004). بنسليمان هي مركز إقليم بن سليمان تنتمي إلى جهة الدار البيضاء - سطات. تقع شرق العاصمة الرباط والدار البيضاء.
تحافظ بن سليمان على طابع عمراني متميز، إذ تضم نحو 38 فضاءً أخضر، وتوفر معدل 65 مترا مربعا من المساحات الخضراء لكل ساكن، وهو رقم كبير جدا مقارنة بنسبة 16 مترا مربعا التي تنصح بها هيئة الأمم المتحدة. ويسود الطابع المعماري التقليدي على المدينة إذ تمثل الدور المغربية التقليدية 86.5% من الوحدات السكنية في المدينة، في حين لا تمثل الشقق العصرية سوى نسبة 3.6%، والفلل نسبة 4.2%. وتقطن نسبة 6% من الأسر التي تعيش في المدينة في سكن بسيط ومتواضع.

## اقتصاد
رغم موقعها الاستراتيجي بين العاصمتين، الدار البيضاء (55 كيلومترا) والرباط (62 كيلومترا)، وقربها من مدينة المحمدية الصناعية، ظلت بنسليمان في منأى عن أي تطور صناعي، حفاظا على طابعها البيئي المتميز والذي يجعل منطقتها متنفسا لمنطقة الدار البيضاء التي تضم أكبر مركز صناعي بالمغرب، والتي تستقطب أعدادا متصاعدة من سكان بنسليمان الباحثين عن عمل. يعتبر الجولف الملكي، أبرز أوجه النشاط في مدينة بنسليمان.

## أعلام
- رشيد نيني
- فاطمة مروان
- عادل الشناوي